# Chemin de fer de Smyrne-Cassaba et Prolongements
| Der Bahnhof Izmir Basmane, ursprünglich Ausgangspunkt der SCP |                      |               |               |
| |                      |               |               |
| Spurweite: | 1435 mm (Normalspur) |               |               |
| |                      |               |               |
| \| \| \| İzmir-Basmane \| \| \| \| \| Menemen \| \| \| \| \| Manisa \| \| \| \| \| \| \| \| \| \| Turgutlu \| \| \| \| \| Akhisar \| \| \| \| \| Salihli \| \| \| \| \| Soma \| \| \| \| \| Uşak \| \| \| \| \| Balıkesir \| \| \| \| \| Banaz \| \| \| \| \| Susurluk \| \| \| \| \| Dumlupınar \| \| \| \| \| Bandırma \| \| \| \| \| Afyon \| \| |                      |               |               |
| Kopfbahnhof Streckenanfang |                      | İzmir-Basmane | İzmir-Basmane |
| Bahnhof |                      | Menemen       | Menemen       |
| Bahnhof |                      | Manisa        | Manisa        |
| Abzweig geradeaus und nach links · Strecke von rechts |                      |               |               |
| Bahnhof · Strecke |                      | Turgutlu      | Turgutlu      |
| Strecke · Bahnhof |                      | Akhisar       | Akhisar       |
| Bahnhof · Strecke |                      | Salihli       | Salihli       |
| Strecke · Bahnhof |                      | Soma          | Soma          |
| Bahnhof · Strecke |                      | Uşak          | Uşak          |
| Strecke · Bahnhof |                      | Balıkesir     | Balıkesir     |
| Bahnhof · Strecke |                      | Banaz         | Banaz         |
| Strecke · Bahnhof |                      | Susurluk      | Susurluk      |
| Bahnhof · Strecke |                      | Dumlupınar    | Dumlupınar    |
| Strecke · Kopfbahnhof Streckenende |                      | Bandırma      | Bandırma      |
| Kopfbahnhof Streckenende |                      | Afyon         | Afyon         |

Die Chemin de fer de Smyrne–Cassaba et Prolongements (SCP) war eine von 1863 bis 1934 bestehende Eisenbahngesellschaft im asiatischen Teil der Türkei.

## Geografische Lage
Das Streckennetz der SCP erschloss im damaligen Osmanischen Reich (heute: Türkei) das nördliche und nordöstliche Hinterland von Izmir. Wie die benachbarte Ottoman Railway Company (ORC) zielte sie vorwiegend auf den Transport von Agrarprodukten und Rohstoffen zunächst zum Hafen von Izmir, ab 1912 auch zum Hafen von Bandırma. Die SCP konnte damit nun auch die schnellste Verbindung zwischen Smyrna (heute: Izmir) und Konstantinopel (heute: Istanbul), der Hauptstadt des Osmanischen Reichs, anbieten.

## Geschichte

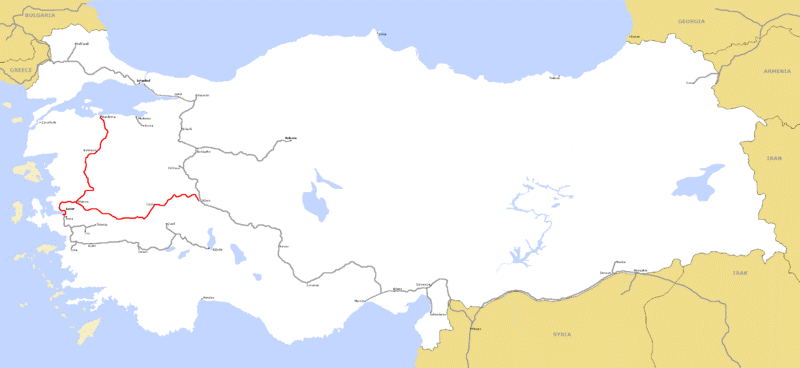
Das Streckennetz der SCP um 1912

### The Smyrna Cassaba Railway
Die von dem englischen Geschäftsmann Edward Price gegründete The Smyrna Cassaba Railway (SCR) erhielt von der Hohen Pforte am 4. Juli 1863 die Konzession für eine Bahnstrecke vom damaligen Smyrna nach Cassaba (heute: Turgutlu). Den ersten 66 Kilometer langen Streckenabschnitt zwischen dem heutigen Bahnhof Izmir Basmane bis Manisa konnte die neue Gesellschaft bereits nach zwei Jahren am 10. Oktober 1865 eröffnen, genau drei Monate später folgte am 10. Januar 1866 der restliche, 28 Kilometer lange Abschnitt bis Cassaba.
In Izmir eröffnete die SCR im Stadtteil Basmane einen eigenen Bahnhof, unabhängig vom durch die ORC betriebenen Bahnhof Izmir Alsancak. Beide Bahnhöfe wurden als Kopfbahnhof angelegt, die von ihnen ausgehenden Strecken kreuzen sich seither niveaugleich östlich der Innenstadt. Im gleichen Jahr nahm die Gesellschaft noch am 25. Oktober 1866 die kurze, knapp 5 Kilometer lange Vorortstrecke von Izmir nach Bornova in Betrieb. Sie ist heute Teil des Streckennetzes der Metro Izmir. Der Börsenkrach von 1866 führte zur Insolvenz der SCR am Ende des Jahres.
Eine erste Erweiterung des Streckennetzes folgte erst Mitte der 1870er Jahre. Den Bau der 76 Kilometer langen Fortsetzung von Turgutlu bis Alaşehir führte das Osmanische Reich auf eigene Rechnung durch, die SCR übernahm mit einer zweiten Konzession im Auftrag und auf Rechnung der osmanischen Regierung den Betrieb. Ähnlich gestaltete sich die nächste Erweiterung durch eine 92 Kilometer lange Zweigstrecke von Manisa nach Soma. Der Bau wurde zwar wieder von der SCR übernommen, aber Bau wie Betrieb erfolgten erneut auf Staatskosten. Die Strecke ging im Mai 1890 in Betrieb.

### Übergang an die SCP
Dieser Eingriff des Staates führte letztendlich nicht dazu, dass die SCR sich erholte. Vielmehr beruhte die Rechtsgrundlage für den Eisenbahnbetrieb der SCP aufgrund der unterschiedlichen privaten und staatlichen Mischfinanzierung verschiedener Streckenabschnitte schließlich auf drei unterschiedlichen Konzessionen. Um die Bahn auf eine solide Grundlage zu stellen, auch um Einsparungen zu erzielen, kaufte das Osmanische Reich die drei Konzessionen zurück und vergab am 17. Februar 1893 eine überwiegend auf den Betrieb gerichtete Konzession an Georges Nagelmackers, den Gründer der Compagnie Internationale des Wagons-Lits. Der Staat behielt somit hinsichtlich der Infrastruktur die Eigentümerstellung. Nagelmackers gründete mit französischer Kapitalbeteiligung am 16. Juli 1893 die Société Ottomane du Chemin de fer de Smyrne-Cassaba et Prolongements (SCP), die die SCR und den Betrieb des bestehenden Streckennetzes übernahm. Außerdem erhielt die SCP die Bau- und Betriebskonzession für Streckenverlängerungen. Zunächst entstand die Verbindung von Alaşehir nach Afyonkarahisar, wo Anschluss an die zu dieser Zeit ebenfalls in Bau befindliche Anatolische Eisenbahn (Chemin de fer Ottoman d’Anatolie, CFOA) hergestellt wurde. Mit der CFOA schloss die SCP am 6. Mai 1899 im Zuge der Verhandlungen zum Bau der Bagdadbahn ein Abkommen, das den Übergangsbetrieb in Afyonkarahisar, die durchgehende Tarifierung und eine gegenseitige Vertretung in den Organen der Gesellschaften umfasste.
Eine letzte Verlängerung des Netzes entstand 1912. In diesem Jahr eröffnete die SCP die 183 Kilometer lange Verbindung von Soma über Balıkesir nach Bandırma am Marmarameer. Von dort besteht Schiffsanschluss nach Istanbul. Die SCP konnte damit die schnellste Verbindung zwischen Izmir und der Hauptstadt des Osmanischen Reichs anbieten.
Insgesamt betrieb die SCP nun ein Streckennetz von 706 Kilometern Länge. Haupttransportgüter waren Agrarerzeugnisse und Rohstoffe, die über den Hafen von Izmir exportiert wurden. Daneben besaß auch der Durchgangsverkehr zwischen Izmir und Istanbul sowie den Orten entlang der Bahn eine gewisse Bedeutung. In und um Izmir wurde Vorortverkehr angeboten. Außerhalb dieses Bereichs verkehrten allerdings maximal ein oder zwei Zugpaare pro Tag über die mit relativ leichtem Oberbau und einer Achslast von zuletzt 13,5 Tonnen ausgeführten Strecken. 
Nagelmackers hatte bei Übernahme der Konzession Einnahmen von rund 18.000 Francs pro Kilometer für Streckenerweiterungen garantiert bekommen. Aufgrund des schwachen Verkehrsaufkommens erzielte die SCP noch 1911 – trotz Steigerungen gegenüber den Vorjahren – lediglich ein Einkommen von etwas über 7000 Francs, so dass die Regierung stets Zuschüsse leisten musste, um die garantierten Einnahmen zu gewährleisten.

### Verstaatlichung
Die SCP wurde nach Gründung der Türkischen Republik im Zuge der schrittweisen Verstaatlichung aller Bahngesellschaften am 1. Juni 1934 von der TCDD übernommen. Die französischen Kapitalgeber wurden mit 162,5 Mio. Francs entschädigt.

## Lokomotiven
Die ersten Lokomotiven der SCR waren, wie auch die Geldgeber, britischen Ursprungs. Seit Übernahme durch französisches Kapital änderte sich die Beschaffungspolitik, die nunmehrige SCP orientierte sich eher an den Fahrzeugbeschaffungen anderer Bahngesellschaften im Osmanischen Reich, wie etwa der Orientbahn. Die folgenden Lieferungen kamen daher bis zum Ersten Weltkrieg von deutschen und österreichischen Firmen. Auffällig sind die neun Verbundlokomotiven, die vor allem für die Strecke nach Bandırma beschafft wurden. Sie zählen zusammen mit den baugleichen Exemplaren der CFO zu den wenigen in der Türkei eingesetzten Verbundlokomotiven. Trotz dieser aufwändigen und für die relativ kleine SCP schwer zu wartenden Technik haben sie sich, gemessen an ihrem Einsatz bis Beginn der 1950er Jahre, anscheinend gut bewährt. Nach dem Krieg lieferte mit Corpet-Louvet vor allem ein französischer Hersteller neue Lokomotiven. Insgesamt beschafften die SCP und ihre Vorgängergesellschaft über einen Zeitraum von rund 70 Jahren lediglich 71 Lokomotiven, ein Indiz für das schwache Verkehrsaufkommen. 
| Nummern              | Hersteller    | Anzahl | Baujahr(e) | Bauart    | Bemerkung | Bild |
| -------------------- | ------------- | ------ | ---------- | --------- | --- | ---- |
| 1–4, 7–13            | Beyer-Peacock | 11     | 1864–74    | B1 n2     | Fünf Stück (SCR 9–13) ab 1891 in C-Kuppler umgebaut |      |
| 7–8, 14              | Beyer-Peacock | 3      | 1865–74    | 1B n2t    | |      |
| 15                   | Beyer-Peacock | 1      | 1889       | B n2t     | |      |
| 16–21                | Beyer-Peacock | 6      | 1889       | 1'C n2    | |      |
| 61–69                | Sigl, Maffei  | 9      | 1900–1911  | 2'C n4v   | Baugleich mit CFO VIII der Orientbahn, alle Exemplare als Reihe 35.001–009 an die TCDD, vor 1956 ausgemustert                                                                                          |      |
| 31–35                | Maffei        | 5      | 1911–1912  | C n2t     | Alle Exemplare als Reihe 33.51–55 an die TCDD, Lokomotive 3355 als Museumslokomotive im Eisenbahnmuseum Çamlık erhalten                                                                                |      |
| 101–112              | Humboldt      | 12     | 1912       | 1'D h2    | Alle Exemplare als Reihe 45.121–132 an die TCDD, weitgehend baugleich mit CFO 241–262 |      |
| 1–6 (Zweitbesetzung) | Corpet-Louvet | 6      | 1923       | 1'C1' n2t | Alle Exemplare als Reihe 35.11–16 an die TCDD, nach 1955 ausgemustert |      |
| 51–60                | Linke-Hofmann | 10     | 1924       | D h2      | Preußische G 8, alle Exemplare als Reihe 44.047–056 an die TCDD |      |
| 81–88                | Corpet-Louvet | 8      | 1926       | 1'E h2    | Alle Exemplare als Reihe 56.011–018 an die TCDD, ab 1940 als 56.911–918 bezeichnet, 56911 als Denkmallokomotive in Nazilli aufgestellt, 56914 als Museumslokomotive im Eisenbahnmuseum Çamlık erhalten |      |